# Pione vastifica
Pione vastifica är en svampdjursart som först beskrevs av Hancock 1849. Enligt Catalogue of Life ingår Pione vastifica i släktet Pione och familjen borrsvampar, men enligt Dyntaxa är tillhörigheten istället släktet Pione och familjen Clionidae. Arten är reproducerande i Sverige. Inga underarter finns listade i Catalogue of Life.